# Anas Al-Sheghri
Anas Al-Sheghri (1988) ha sido un activista líder en las protestas pacíficas al inicio de la revuelta en Siria (2011 - actualidad). Tras su detención sin cargos se le considera preso de conciencia.

## Vida y activismo
Anas Ali Al-Sheghri nació en el pueblo de al-Baydha cerca de la ciudad de Baniyas. Estaba en el tercer curso de la carrera de económicas de la universidad de Latakia Tishreen cuando empezó la revuelta siria contra el régimen de Bashar Al-Assad.
Jugó un papel fundamental en la organización de las protestas que pedían la democracia y la caída del régimen de Al-Assad. El viernes 18 de marzo de 2011 tras la oración de mediodía, Anas Al-Sheghri pronunció un discurso ante los fieles en el que les pidió que se echaran a la calle pidiendo libertad. 
Además participó en la cobertura mediática del levantamiento. Fue uno de los primeros activistas sirios en el país en hablar con los medios de comunicación usando su nombre real. Por ejemplo explicó a la BBC que la policía secreta Shabiha mataba a algunos de los militares que se oponían a la represión de los manifestantes. Baniyas fue la segunda ciudad en rebelarse tras Daraa y la primera en retransmitir sus manifestaciones en directo.

## Detención y desaparición
El 14 de mayo de 2011 Anas fue arrestado mientras se escondía de las fuerzas de seguridad que habían tomado la ciudad de Baniyas. El canal Dunia TV, próximo al régimen de Al-Assad, emitió confesiones de individuos que afirmaban que Anas incitaba a la gente a tomar las armas, que era terrorista. 
Hasta ahora las autoridades sirias no han dicho dónde se encuentra ni el motivo de su detención. También ha sido detenido sin cargos su hermano Salah, el 28 de julio de 2012, de 17 años en el momento del arresto. Se teme que ambos hayan sufrido torturas y que Anas esté encerrado por expresar pacíficamente sus opiniones y Salah simplemente por ser su hermano. Por eso Anas al-Shogre se ha convertido en uno de los iconos de la revolución siria.